# Bantam Books
Pour les articles homonymes, voir Bantam.
Bantam Books est une maison d'édition américaine détenue par Random House. Elle a été créée en 1945 par Walter Pitkin, Jr., Sidney B. Kramer, et Ian et Betty Ballantine. Elle a depuis été achetée à plusieurs reprises par de nombreuses entreprises, y compris National General et actuellement Random House. Elle possède une division dédiée à la science-fiction nommée Bantam Spectra.

## Ouvrages publiés
- La Toile de l'araignée, roman de science-fiction de John Brunner
- Dhalgren, roman de science-fiction de Samuel R. Delany

## Images et photographies

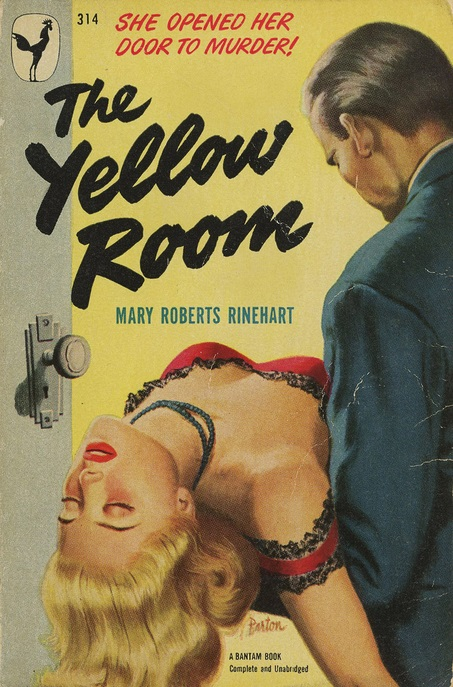
The Yellow Room, 1949
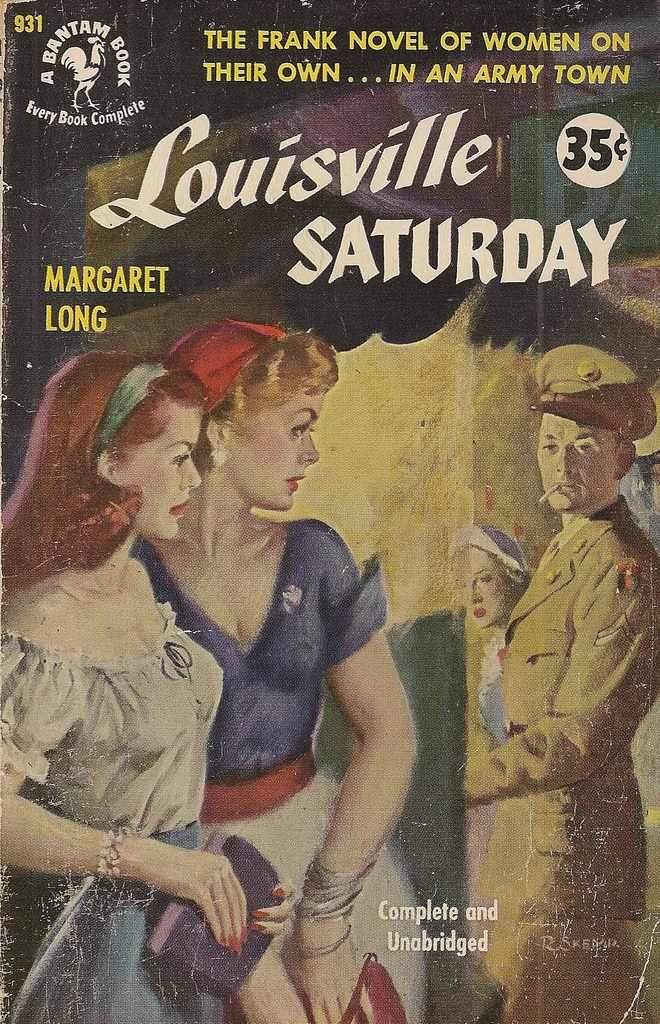
Louisville Saturday, 1950